# Rumasa
Rumasa (Ruíz Mateos Sociedad Anónima)
war eine durch José María Ruiz Mateos gegründete Holdinggesellschaft spanischer Unternehmen. Am 23. Februar 1983 verstaatlichte die sozialistische Regierung Spaniens das Unternehmenskonglomerat.  Zu diesem Zeitpunkt bestand die gesamte Gruppe aus 754 Einzelfirmen und 20 Banken, hatte ca. 65.000 Angestellte und einen jährlichen Umsatz von 350 Milliarden Peseten (2,1 Milliarden Euro) was 2 Prozent des spanischen BIP entsprach.
Die Regierung begründete die Enteignung durch die Gefahr eines Zusammenbruchs der Unternehmensgruppe wegen Schulden von 1,556 Milliarden Peseten und die davon ausgehende Gefahr für die Gesamtwirtschaft Spaniens. Das Verfassungsgericht bestätigte später die Angemessenheit der Verstaatlichung.